# Троббиани, Марсело
Марсе́ло Анто́нио Троббиа́ни (исп. Marcelo Antonio Trobbiani; 17 февраля 1955, Касильда) — аргентинский футболист, тренер. Выступал на позиции полузащитника. Провёл 15 матчей и забил 1 гол в составе сборной Аргентины. Чемпион мира по футболу 1986 года.
После завершения карьеры игрока Марсело работал тренером. Тренировал клубы «Университарио» и «Кобрелоа».

## Карьера

### Клубная
Марсело Троббиани начал профессиональную карьеру в 1973 году в «Бока Хуниорс». За 4 года он сыграл за клуб 107 матчей, забив 26 голов. После «Боки» он уехал в Испанию, где выступал до 1980 года за клубы «Эльче» и «Сарагоса». В 1981 году Троббиани вернулся на родину, в «Бока Хуниорс». Но в клубе он сыграл всего один сезон и перешёл в «Эстудиантес» за который успешно выступал четыре года, сыграв 115 матчей и забив 17 голов. В 1985 году он уехал в Колумбию, где выступал за столичный клуб «Мильонариос». После года в Колумбии Марсело вернулся в «Эльче». Но выступал он там не очень хорошо и в 1987 году вернулся в Аргентину, в «Эстудиантес». Через год Марсело Троббиани уехал в Чили, затем в Эквадор, и в конце концов вернувшись домой, завершил карьеру в клубе «Тальерес» из Кордовы в 1993 году.

### Международная
В сборной Троббиани дебютировал в 1974 году. На чемпионате мира 1986 года он сыграл  всего 93 секунды в финале. Всего за сборную он провёл 15 матчей, забив 1 гол.